# Michele Rocca
Michele Rocca, dit aussi Michele da Parma et Parmigianino il Giovane (Parmigianino le Jeune), né vers 1671 à Parme et mort à Venise après 1751, est un peintre baroque italien, principalement actif à Rome. Il a peint des tableaux religieux, ainsi que des peintures à sujet mythologique.

## Biographie
Peu d'éléments concernant la vie de Michele Rocca sont connus. Sa date de naissance varie selon les sources entre 1666 et 1671.
Il a été formé à Parme auprès de Filippo Maria Galletti puis à Rome à partir de 1682 dans l'atelier de Ciro Ferri. Il s'installe à Rome où il épouse avant 1691 Maria Roè dans la paroisse de San Salvatore in Onda.
En 1695, il signe et date un tableau Saint François d'Assise recevant les stigmates pour une chapelle de l'église San Paolo alla Regola. En 1698, des documents d'archive indiquent qu'il est l'auteur d'une Madeleine pénitente pour le retable du maître-autel de l'église Santa Maria Maddalena. Il est veuf en 1707.  
À partir de 1710, il est membre de l'académie pontificale Congregazione dei Virtuosi al Pantheon, et, à partir de 1719, de l'Accademia di San Luca.
Michele Rocca participe à deux expositions organisées dans le cloître de l'église San Salvatore in Lauro, en 1704 avec trois tableaux (Hercule et Antée, une Crucifixion et une Pietà), et en 1713 où il présente un Saint Mathieu.
Pieter Tanjé a réalisé des gravures d'interprétation sur cuivre d'après deux de ses tableaux : Sainte Cécile en 1727 et Flore en 1734.
En 1751, le peintre et graveur allemand Matthias Oesterreich rencontre Michele Rocca installé à Venise et le décrit sous le nom de « Rocco, Michel, dit le Parmesan » dans sa Description des tableaux de la galerie royale et du cabinet de Sans-Souci publiée à Potsdam en 1771, ; le peintre est selon Oesterreich « fort vieux et fort décrépit » ; « ses tableaux ont toujours été fort goûtés, & très recherchés ; tant à cause de son coloris gracieux qu'à cause du doux & du moëlleux que son pinceau enchanteur répandoit sur tous ses ouvrages ».

## Œuvres
- La Toilette de Vénus et Le Jugement de Pâris, huile sur toile, vers 1710-1720, São Paulo, Musée d'art[4].
- La Clémence de Scipion, vers 1715-1720, Paris, Musée du Louvre[10].
- Saint François d'Assise recevant les stigmates, 1695, Rome, Église San Paolo alla Regola.
- Saint Sébastien soigné par Irène, huile sur toile, Épinal, Musée départemental d'art ancien et contemporain (ancienne collection des princes de Salm)[11].
- Baptême de Jésus par saint Jean Baptiste, Le Puy-en-Velay, Musée Crozatier[12].
- Message de David à Bethsabée, Dijon, Musée des Beaux-Arts[13],[14].
- Angélique et Médor, huile sur toile, 1730-1740, Cologne, Musée Wallraf Richartz[15].
- Angélique et Médor, huile sur toile, vers 1750, Baltimore, Walters Art Museum[16].
- Renaud et Armide, huile sur toile, Baltimore, Walters Art Museum.
- Moïse sauvé des eaux, Université de Chicago, Smart Museum of Art.

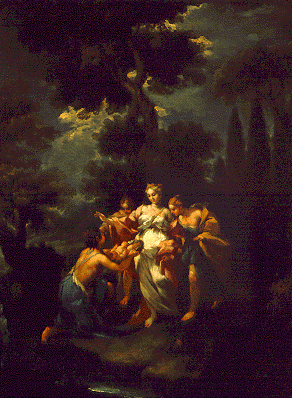
Moïse sauvé des eaux.
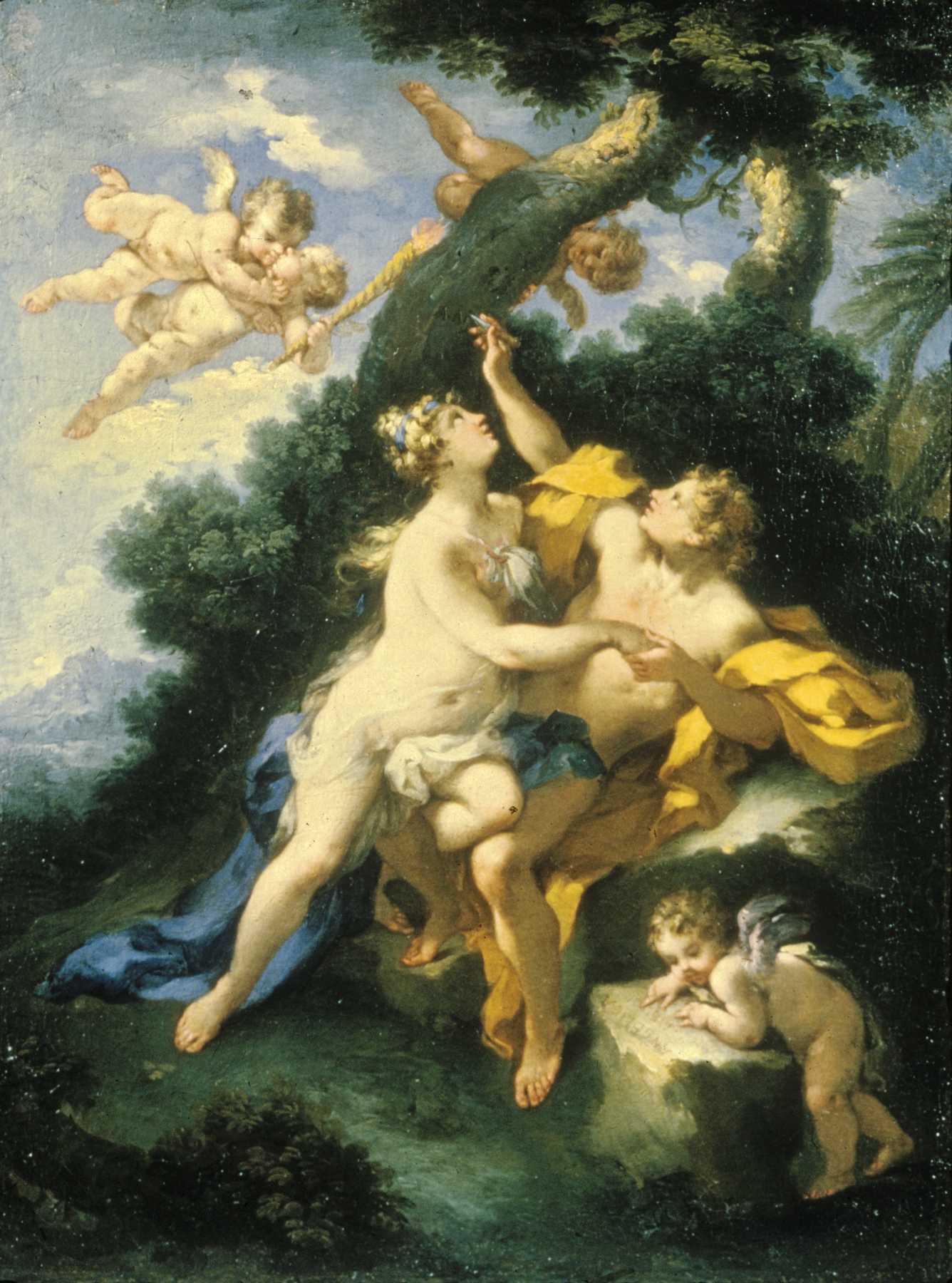
Angélique et Médor, Walters Art Museum.
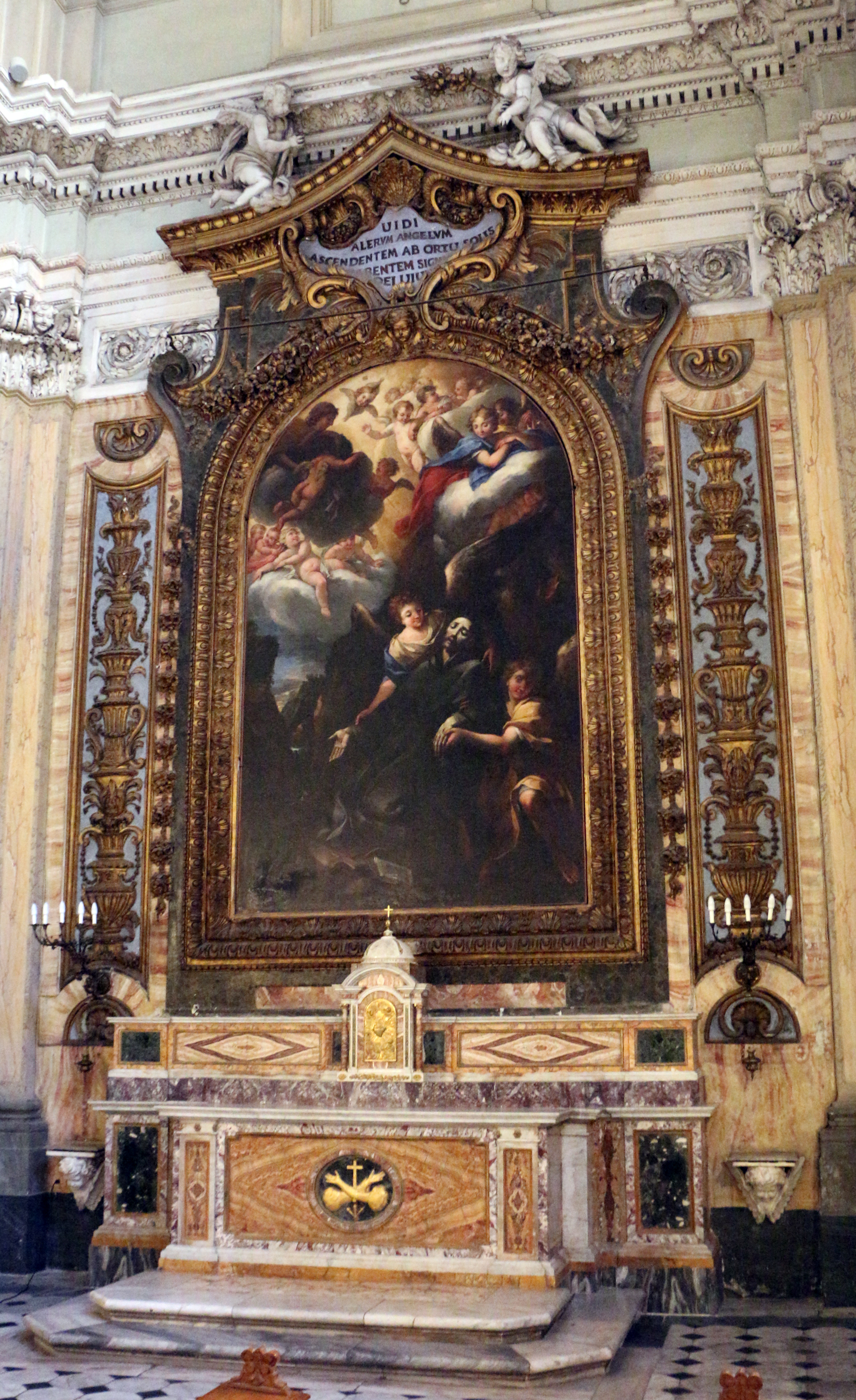
Saint François d'Assise recevant les stigmates.
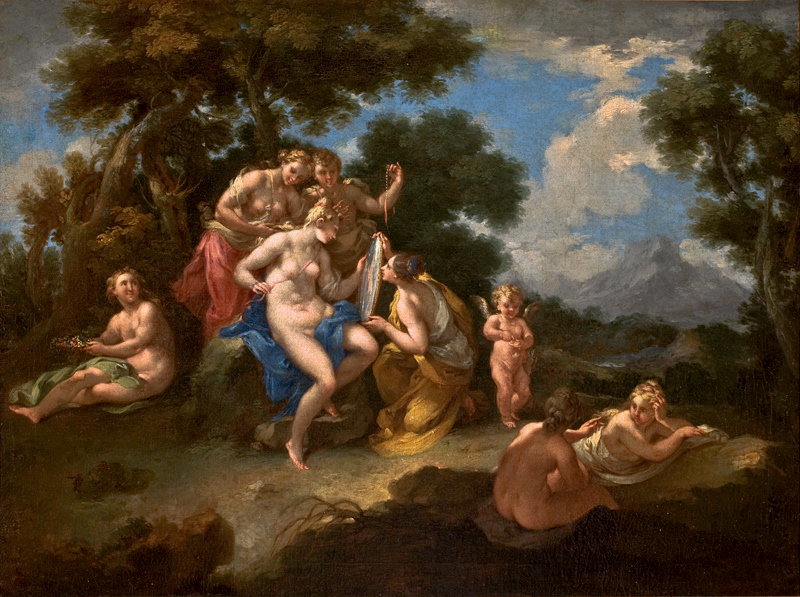
La Toilette de Vénus.